# Lagoa Rodrigo de Freitas
La lagune Rodrigo de Freitas (lagoa Rodrigo de Freitas en portugais) est une étendue d'eau située dans la zone sud de la ville de Rio de Janeiro au Brésil, entouré par les quartiers urbains d'Ipanema, Leblon et Lagoa. Le quartier homonyme de Lagoa tire d'ailleurs son nom de la lagune (lagoa). Cet étang ou lagon est alimenté en eau salée grâce à un petit canal traversant le parc, le Jardim de Alah (Jardin d'Allah, en français) qui se jette dans l'océan Atlantique.

## Géographie
Bien qu’il reçoive les eaux de plusieurs rivières affluentes qui descendent des pentes environnantes, parmi lesquelles le Rio dos Macacos (aujourd’hui canalisé), il présente des eaux saumâtres.
Couvrant 220 hectares, il permet la pratique des sports nautiques tels que l’aviron, ou simplement le pédalo. A proximité, il y a un stade d’aviron (Estádio de Remo da Lagoa), une piste cyclable de 7,5 km de long le longeant. 
L'étang abrite deux îles qui sont devenues le point de ralliement des amateurs de sports aquatiques comme le ski nautique ou l'aviron.
- Piraquê, à l'ouest, héberge le Departamento Esportivo do Clube Naval (Département sportif du Club naval, en français).
- Caiçaras, au sud, accueille un club éponyme, Clube dos Caiçaras, qui est souvent l'hôte de manifestations sportives de grande ampleur (Jeux panaméricains de 2007, Jeux Olympiques de 2016).

Lagoa Rodrigo de Freitas a accueilli des compétitions de canoë-kayak et d’aviron aux Jeux olympiques d’été de 2016 et aux Jeux paralympiques d’été de 2016.

## Tradition
Pendant les fêtes de Noël et du jour de l'an, un sapin géant est dressé et ses illuminations se reflètent sur l'eau la nuit.

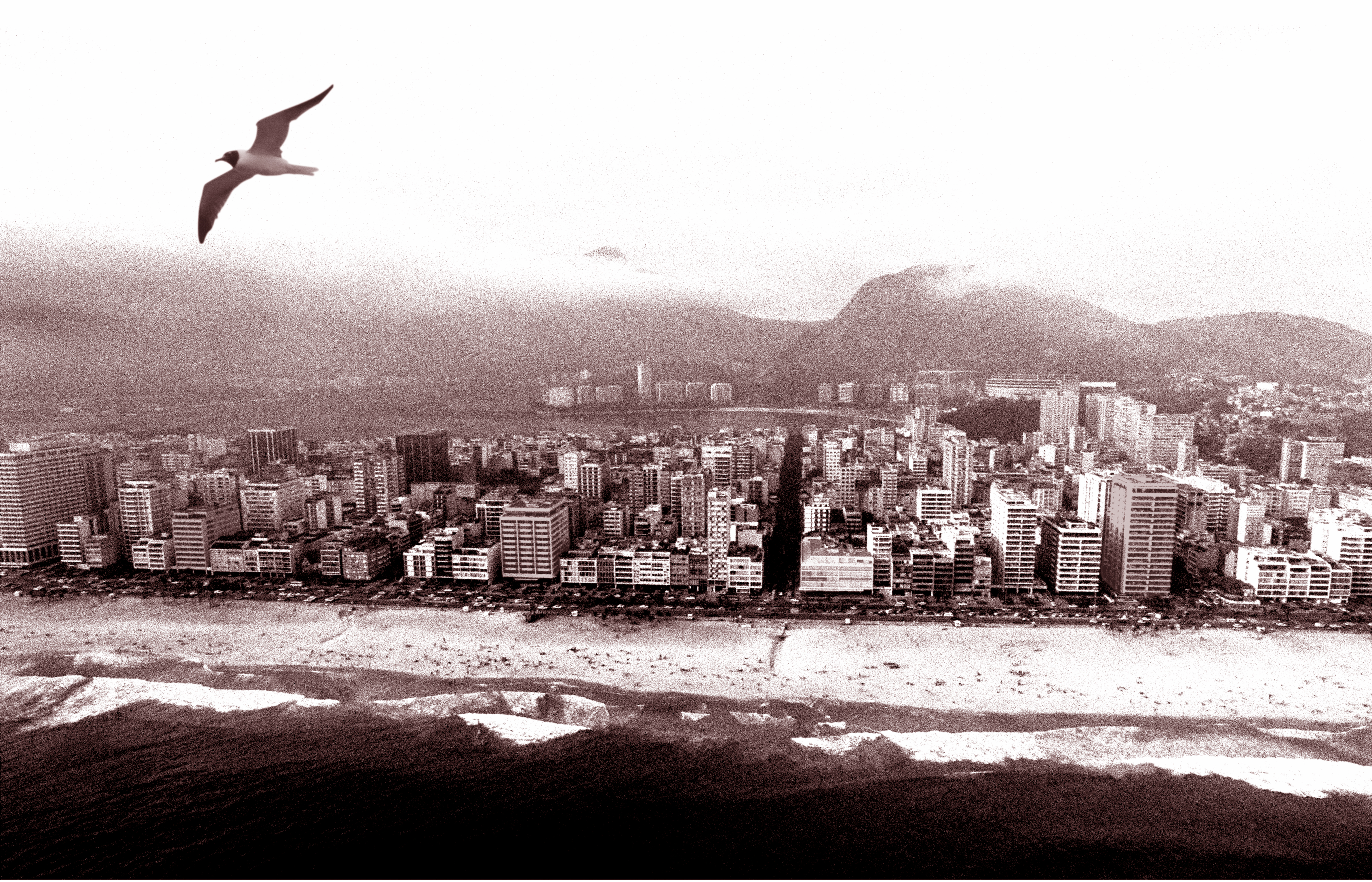
Lagoa Rodrigo de Freitas vu d'un hélicoptère

## Pollution
Le lac doit faire face à des problèmes chroniques de pollution des eaux et des terres qu'il abrite. La prolifération des algues invasives est nocive pour la reproduction des poissons ou d'autres plantes aquatiques. Entre septembre 2008 et février 2009, plus de 365 tonnes d'algues invasives ont été récoltées dans les eaux du lac. 